# Tünde Fülöp
Tünde-Maria Fülöp (ungerska:Fülöp Tünde), född 10 juli 1970 i Szeklerlandet i Transsylvanien i  nuvarande Rumänien, är en svensk-ungersk fysiker verksam vid Chalmers.
Fülöp disputerade på Chalmers 1999 på doktorsavhandlingen Thermonuclear instabilities and plasma edge transport in tokamaks.
2009 var hon en av åtta forskare som fick Kungl. Vetenskapsakademiens femåriga forskartjänster, med stöd från Knut och Alice Wallenbergs stiftelse. Hon leder det forskningsprojekt som 2013 fick ett projektanslag på 38,5 miljoner under fem år från Knut och Alice Wallenbergs stiftelse.
Sedan 2014 är Fülöp professor i fysik på Chalmers tekniska högskola i Göteborg och är verksam inom institutionen för fysik, där hon leder en egen forskargrupp. Hon arbetar inom teoretisk plasmafysik, med huvudsakligt fokus på magnetisk fusion och laserdriven partikelacceleration. Hennes forskning har många tillämpningar inom såväl energiforskning som rymdfysik, medicin och grundläggande fysik.
2015 fick Fülöp ERC Consolidator Grant, ett anslag på 2 miljoner euro från Europeiska forskningsrådet.

## Utmärkelser
När Sveriges unga akademi bildades år 2011 blev Tünde Fülöp invald i den nystartade akademin, där hon var ledamot 2011–2016. Hon invaldes 2019 som ledamot av Kungliga Vetenskapsakademien.